# Stofdoek

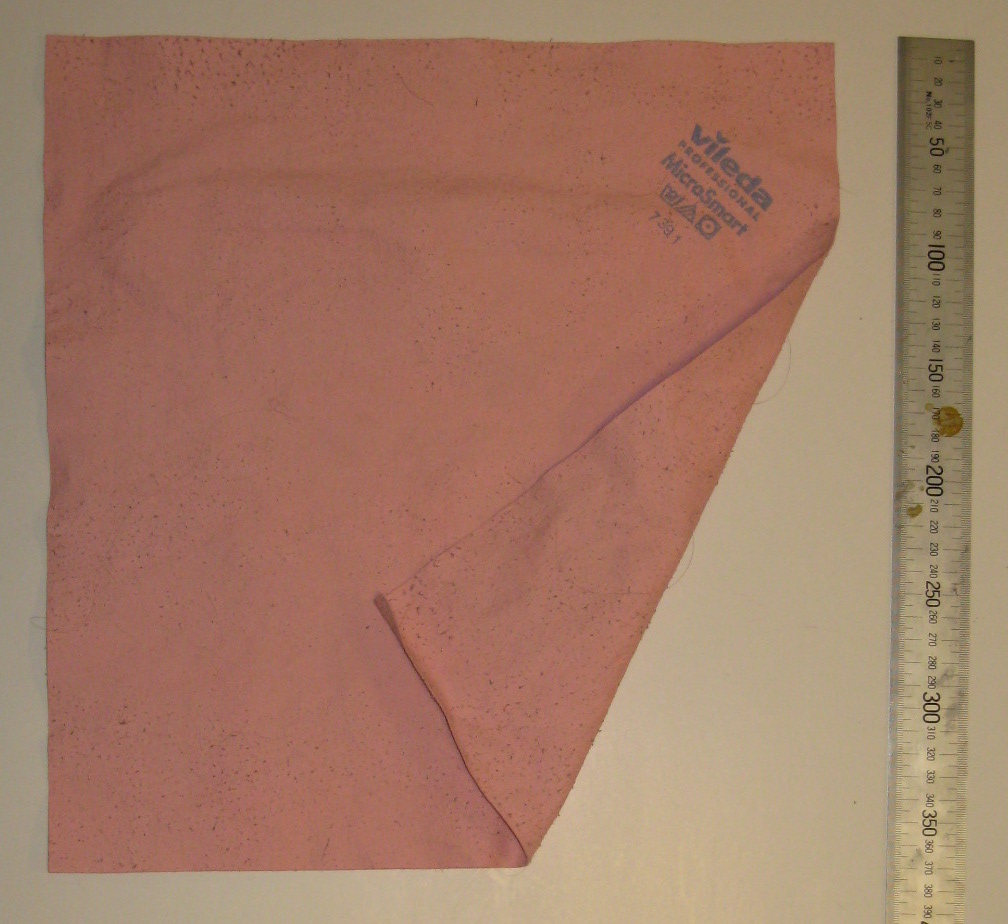
Microvezeldoek voor vochtig gebruik

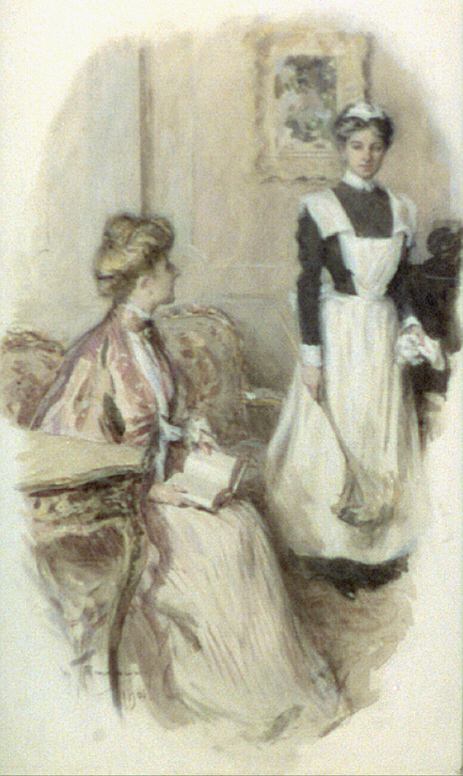
Dienstmeid (rechts) met plumeau en stofdoek op een illustratie (1906) bij een verhaal in Harper's Magazine

Een stofdoek is een doek die gebruikt wordt voor het afstoffen van voorwerpen en oppervlakken, zoals meubels of een televisietoestel, waardoor het aanwezige huisstof wordt verwijderd.

## Materiaal
Stofdoeken werden vroeger gemaakt van oud textiel, bijvoorbeeld een stuk van een oud laken, oude trui of oude handdoek. Ook katoen wordt veel gebruikt voor textiele stofdoeken, bijvoorbeeld in de vorm van flanel. Zulke doeken moeten van tijd tot tijd worden gewassen. 
Stofdoeken zijn tegenwoordig vaak gemaakt van materiaal waaraan het huisstof goed hecht, meestal een papierachtige stof. Ze trekken het stof aan doordat de vezels bedekt zijn met een microfilm van elektrostatische deeltjes. Deze doeken worden na gebruik weggeworpen
Moderne microvezeldoeken zijn gemaakt van synthetische microvezel met een coating. Deze doeken worden meerdere malen gebruikt.

## Alternatieven
Bij grotere oppervlakken – zoals de vloer – is een stofdoek tamelijk omslachtig. Het gebruik van een veger of zachte bezem heeft dan de voorkeur. Daarnaast kan voor de vloer ook een stofzuiger worden gebruikt. Een ander alternatief voor het afstoffen met een stofdoek is het gebruik van een plumeau. 